# 서정수
서정수(? ~ 1804년)는 조선 후기의 문신이며, 본관은 대구로 정조의 신임을 받은 문관이었다.

## 생애
정조 때 문과에 급제하여 부교리, 교리, 병조좌랑, 규장각직각을 거쳐 승지, 형조참의, 성균관대사성, 원춘도관찰사를 지내고 다시 이조참의, 성균관대사성을 거쳐 검교직각과 승지를 거쳐 사간원대사간과 성균관대사성을 거쳐 경기도관찰사가 되고 이조참판, 규장각직제학, 동지경연사를 거쳐 예조판서, 공조판서, 이조판서를 지낸 뒤 충청도병마절도사로 있다가 전라도관찰사가 되고 광주유수와 오위도총부도총관을 거쳐 원임직제학에 이어 순조 때 병조판서, 판의금부사, 홍문관제학, 이조판서를 지냈다.